# Anomala curator
Anomala curator är en skalbaggsart som beskrevs av Eugène Benderitter 1929. 
Anomala curator ingår i släktet Anomala och familjen Rutelidae. Inga underarter finns listade i Catalogue of Life.